# CCR5

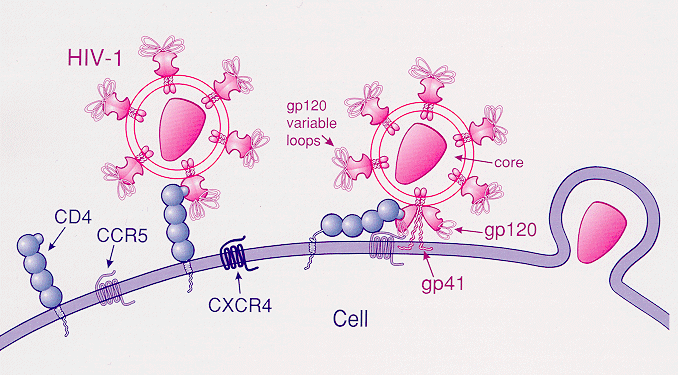
HIV-1作用于CD4+辅助性T细胞

CCR5（C-C chemokine receptor type 5），中文名：趋化因子受体5或趋化因子C－C亚族受体5，也称为CD195。是白细胞表面的一种蛋白质，因此也称为CCR5蛋白质，R5型HIV进入并感染宿主细胞的过程需要借助CCR5蛋白质，控制CCR5蛋白质的基因称为CCR5基因，该基因在人体内的基因座是3p21.31（意为位于3号染色体短臂的2区－1带－子带31上）。
某些人群的基因组中含有此基因的一个突变型，称为CCR5-Δ32，与普通CCR5基因相比，有一段长为 32 碱基对的缺失，其表达产物无法被HIV识别和结合，因此可对R5型HIV引起的艾滋病免疫，但对于仅使用CXCR4受体蛋白的X4型HIV却没有免疫能力。CCR5的另外一種突變CCR5-893（−）亦同樣对部分艾滋病具有免疫作用。

## 功能
CCR5是一种G蛋白偶联受体，属于整合型膜蛋白的β趋化因子受体家族成员，在CC趋化因子组中起趋化因子受体的作用。
CCR5主要在T细胞，巨噬细胞，树突细胞，嗜酸性粒细胞，小胶质细胞和乳腺癌或前列腺癌的细胞亚群中表达。CCR5在癌症变性过程中被选择性诱导表达，且不在正常乳腺或前列腺上皮细胞中表达。大约50％的人类乳腺癌表达了CCR5，主要是三阴性乳腺癌。CCR5抑制剂阻断了表达CCR5的乳腺癌细胞和前列腺癌细胞的转移，表明CCR5或可作为一种新的治疗靶点。最近的研究表明，CCR5在癌细胞亚群中表达，具有癌症干细胞的特征，后者已知可激发对治疗的抗性，而CCR5抑制剂可以增强现有化疗技术的细胞杀伤作用。
CCR5在正常免疫中的作用尚不清楚，《複雜疾病遺傳學》（Genetics of Complex Disease）這一本書籍指出：「一般而言，CCR5並不會影響免疫反應，但它在對西尼罗河病毒感染的免疫反應中扮演重要的角色」。CCR5-Δ32基因虽对部分艾滋病具有免疫作用，但一篇2015年的綜述指其与多发性硬化相关，不過在整體研究中它跟自體免疫性疾病的關係存有矛盾。其跟腫瘤的關係則欠詳細記錄。此外CCR5-Δ32可能會使携带者在感染西尼罗河病毒後出現更嚴重的神經系统疾病。